# 本城未沙子
本城 未沙子（ほんじょう みさこ、1965年4月5日 - ）は、日本の歌手。東京都世田谷区出身。血液型はA型・身長171cm。アルバムリリース数は通算16枚。

## 略歴
- 1982年　
  - 成城学園高等学校在学中の17歳時にテイチクからアルバム『魔女伝説』でメジャー・デビュー。同作は、LOUDNESSの高崎晃プロデュース、LOUDNESSメンバーの演奏、ヘヴィメタルのクイーンとして話題を呼ぶ。キャッチコピーは「Virgin Devil Princess」。11月1日、渋谷エピキュラスにてデビュー・ライブを行う。バックメンバーはX-RAY。LOUDNESSのメンバーも客席で鑑賞。
- 1984年
  - 5月27日、大阪城音楽堂での「GRAND METAL」-5th Japan Heavy Metal Fantasy-に出演。バックメンバーは、横関敦率いるBRONX 。
- 1985年
  - 音楽活動を離れフジテレビのライブ&トーク番組「寝込みを襲え!」で桑名正博・安岡力也・ふとがね金太と共に司会進行を務めミュージカルにも出演（奈良橋陽子演出・ロックミュージカル「MONKY」など）。
- 1988年
  - 充電期間を経て音楽活動再開。キングレコード、MMGからアルバムを発表。
- 1989年
  - ファミリーコンピュータ用ソフト、ディープダンジョンIV 黒の妖術師のイメージソング『DEEP DUNGEON』リリース。
- 2002年
  - デビュー20周年アルバム『魔女伝説・三部作・完全盤』リリース。
- 2003年
  - 1990年までのベスト『TWIN VERY BEST COLLECTION』リリース。
- 2005年
  - ハーブのスペシャリストになるためスクールに通い、ハーバルインストラクターの資格を取得。日本ハーブ振興協会正会員。
- 2009年
  - MARVERICK DC系列レーベル歌姫factoryから新曲の配信を開始。
- 2012年
  - 『魔女伝説〜Messiah's Blessing』『13TH』『THE CRUISER〜幻想の侵略者〜』の魔女伝説3部作がデジタルリマスター盤として再発売。ボーナス・トラックに配信楽曲・書き下ろし新曲入り。
- 2014年
  - 健康管理士一般指導員の資格を取得。日本成人病予防協会正会員。
  - 7月、東京・大阪でオリジナルのライブを開催（西村麻聡(B,Vo)、原田喧太(G)、山田達也(Ds)、潮崎裕己(Key)）。
  - 12月、東京でTributeライブ開催（小柳"cherry"昌法(Ds)、Sun-GO(G)、松本慎二(B)、潮崎裕己(Key)）。ケイト・ブッシュの「嵐が丘」を歌唱。EARTHSHAKERの甲斐貴之も飛び入りした。

- 2015年
  - 1月、東京・大阪で「Visualize Complete!?」ライブ（小柳"cherry"昌法(Ds)、潮崎裕己(Key)、満園庄太郎(B)、是永巧一(G)）
  - 4月、東京でBIRTHDAY LIVE「BORN TO BLOOM」（小柳"cherry"昌法(Ds)、潮崎裕己(Key)、満園庄太郎(B)、是永巧一(G)）"JET FINGER"横関敦がサプライズゲストで出演
  - 8月大阪、9月東京でLIVE「High Spirits ☆ Go West」（メンバー：小柳"cherry"昌法(Ds)、潮崎裕己(Key)、満園庄太郎(B)、是永巧一(G)）
- 2016年
  - 4月東京、大阪でLIVE「What a lovely day!」（メンバー：小柳"cherry"昌法(Ds)、潮崎裕己(Key)、満園庄太郎(B)、是永巧一(G)）
  - 9月名古屋、Birthday Festival 2016 NBS NIGHT Vol.1出演
  - 10月、★本城未沙子 featuring 満園 庄太郎 札幌降臨
  - 11月東京、12月大阪でLIVE「Butterfly☆Go Go」（メンバー：小柳"cherry"昌法(Ds)、潮崎裕己(Key)、満園庄太郎(B)、是永巧一(G)）
- 2017年
  - 3月目黒鹿鳴館、「Queen's Metal」参加
  - 4月、東京・大阪でLive「Birds of Paradise」Guest Mina隊長 (FATE GEAR)、Masha(Silex)
  - 5月、プロレス団体ドラゴンゲートオフィシャルサウンドトラック「DRAGON GATE 2018」に参加。NATURAL VIVESテーマ曲「PARTY ANTHEM」作詞&歌唱
  - 7月、★本城未沙子 featuring 満園庄太郎 Special Live Shizuoka 2DAYS
  - 9月、名古屋、NBS NIGHT VOL.2参加
  - 10月、東京で「KATA×METAL vol.1」参加
  - 11月、東京・大阪でLive「LOVE FIRE 35th Anniversary★」（メンバー：小柳"cherry"昌法(Ds)、潮崎裕己(Key)、満園庄太郎(B)、是永巧一(G)）
- 2022年
  - 5月、FM大阪で『本城未沙子の「キミがいるから」』開始（7月で放送終了）。

## ディスコグラフィー

### シングル
- EMERGENCY（1984年）
- DEEP DUNGEON（1989年12月5日）

### アルバム
- 魔女伝説〜Messiah's Blessing（1982年10月21日）
- 13TH（1983年3月21日）
- THE CRUISER〜幻想の侵略者〜（1983年7月21日）
- TRIGGER（1984年1月21日）
- TRAMPLING DOWN〜麗華〜（1984年7月21日）
- DREAMER（1984年11月21日）
- 魔女から妖精に（1985年）
- FORESIGHT（1985年8月5日）
- VISUALIZE（1989年3月5日）
- VISUALIZE II（1990年2月5日）
- Shall We Dance?（1990年12月21日）
- 本城未沙子〜魔女伝説・三部作・完全盤〜（2002年8月21日）
- 本城未沙子1984-1990 TWIN VERY BEST COLLECTION（2003年7月24日）
- 『魔女伝説〜Messiah's Blessing』『13TH』『THE CRUISER〜幻想の侵略者〜』三部作をデジタルリマスターで再発（2012年）
- VISUALIZE "COMPLETE EDITION"『VISUALIZE』『VISUALIZEII』2枚復刻（2014年10月22日）
- 1984-1985 COMPLETE BEST、テイチク在籍時の「TRIGGER」「TRAMPLING DOWN」「DREAMER」「FORESIGHT」の4枚を2枚組のベストとして編成（2015年2月18日）

### オムニバス
- GRAND METAL LIVE（2曲収録/1984年）
- DRAGON GATE 2018（1曲収録/2018年）

### ダウンロード
- 2009年9月1日
  - 愛しい香り
  - Music On〜生きとし生けるもの
- 2011年3月16日
  - この世の華
  - キミがいるから

### 他参加作品
- 富樫じゅんの人気コミック「好派☆蘭丸応援団」のイメージアルバムに作詞家として参加
- 久保こーじデビュー・アルバム『COZY』に作詞家・Co-producerとして参加